# Fagersta (Södermanland)
Fagersta is een plaats in de gemeente Nynäshamn in het landschap Södermanland en de provincie Stockholms län in Zweden. De plaats heeft 72 inwoners (2005) en een oppervlakte van 30 hectare.